# Ben Badis (Algeria)
Ben Badis è un comune dell'Algeria, situato nella provincia di Sidi Bel Abbes.